# Plasma
Plasma este un film românesc din 1965 regizat de Doru Cheșu.